# Giro do Interior de São Paulo
O Giro do Interior de São Paulo é uma competição de ciclística profissional de estrada por etapas disputada anualmente em São Paulo, Brasil. A competição existe desde 2008 para a categoria elite masculino, sendo inicialmente composta por 6 etapas, normalmente em torno de Barra Bonita, no centro do estado. Após ser realizada em 5 etapas entre 2009 e 2011, a prova foi encurtada para 4 etapas em 2012, e em 2013 e 2014 somente 3 foram realizadas. As etapas são caracterizadas por constantes subidas e descidas e também um vento lateral, sendo consideradas etapas difíceis.
A corrida é organizada por André Luiz Pulini, que também é ciclista profissional. O líder da classificação geral durante a corrida veste a camisa rosa de líder, escolhida por Pulini em homenagem ao Giro d'Italia. O nome da prova e a cor das demais camisas de líder (vermelha para a de pontos e verde para a de montanha) também são devido à prova italiana.
Em 2010 e 2011, a corrida valeu pontos para o UCI America Tour, sendo um evento de categoria 2.2 neste. Em 2012, 2013 e 2014, a corrida inicialmente estava classificada nessa categoria, mas veio a ser removida do calendário da UCI, sendo realizada como um evento nacional de classe 2 no Calendário Brasileiro de Ciclismo.
Em 2015, a prova foi cancelada por falta de fundos, devido a um corte na verba disponibilizada pela prefeitura de Barra Bonita para a organização do evento.
Na edição de 2013 da prova, foram adicionadas duas novas categorias de disputa, a Master A e a Master B, para atletas entre 30 e 49 anos, que percorreram o mesmo número de etapas mas com distâncias mais curtas.

## Vencedores
| Ano  | Vencedor             | Segundo lugar          | Terceiro lugar       |
| ---- | -------------------- | ---------------------- | -------------------- |
| 2008 | Maurício Morandi     | Luiz Carlos Amorim     | Magno Prado Nazaret  |
| 2009 | Luiz Carlos Amorim   | Alcides Vieira         | Magno Prado Nazaret  |
| 2010 | Renato Seabra        | Wagner Alves           | Jorge Giacinti       |
| 2011 | Flávio Reblin        | Andrei Krasilnikau     | Renato Seabra        |
| 2012 | Alex Diniz           | Renato Ruiz            | Ricardo Ortiz        |
| 2013 | Antônio Nascimento   | João Marcelo Gaspar    | Alan Maniezzo        |
| 2014 | Gregory Panizo       | André de Souza Almeida | Diego Ares           |
| 2015 | Não houve competição | Não houve competição   | Não houve competição |

## Etapas e Demais Classificações

### Vitórias de etapa
20 ciclistas alcançaram vitórias de etapa entre as 30 etapas realizadas nas 7 edições da prova, e 7 deles o fizeram mais de uma vez:
| Nome                | Vitórias |
| ------------------- | -------- |
| Kléber Ramos        | 3        |
| Raphael Serpa       | 3        |
| João Marcelo Gaspar | 3        |
| Alex Diniz          | 2        |
| Antônio Nascimento  | 2        |
| Flávio Cardoso      | 2        |
| Luiz Carlos Amorim  | 2        |
| Renato Seabra       | 2        |

| Demais vencedores de etapa | Demais vencedores de etapa |
| Nome                       | Vitórias                   |
| -------------------------- | -------------------------- |
| Alan Maniezzo              | 1                          |
| Alex Arseno                | 1                          |
| Anderson de Oliveira       | 1                          |
| Bruno Tabanez              | 1                          |
| Geraldo da Silva Souza     | 1                          |
| Humberto Do Valle          | 1                          |
| Jorge Giacinti             | 1                          |
| Maurício Knapp             | 1                          |
| Nilceu dos Santos          | 1                          |
| Patrique Gama              | 1                          |
| Ricardo Andrey Ortiz       | 1                          |
| Roberto Pinheiro           | 1                          |

O maior número de vitórias de etapa em somente uma edição da prova é dois, tendo sido alcançado 4 vezes:
- Flávio Cardoso (2011)
- Raphael Serpa (2011)
- Alex Diniz (2012)
- João Marcelo Gaspar (2013)

| Ano  | Vencedor               |
| ---- | ---------------------- |
| 2008 | Eduardo Pinheiro       |
| 2009 |                        |
| 2010 | Roberto Pinheiro       |
| 2011 | Raphael Serpa          |
| 2012 | Renato Ruiz            |
| 2013 | Alan Maniezzo          |
| 2014 | André de Souza Almeida |

| Ano  | Vencedor            |
| ---- | ------------------- |
| 2008 | Bruno Tabanez       |
| 2009 |                     |
| 2010 | Antônio Nascimento  |
| 2011 | Renato Seabra       |
| 2012 | João Marcelo Gaspar |
| 2013 | Maurício Knapp      |
| 2014 | Otávio Bulgarelli   |

| Ano  | Vencedor                                      |
| ---- | --------------------------------------------- |
| 2008 |                                               |
| 2009 | Scott - Marcondes César - São José dos Campos |
| 2010 | Funvic - Pindamonhangaba                      |
| 2011 | Chipotle Development Team                     |
| 2012 | São Francisco Saúde - Ribeirão Preto          |
| 2013 | Funvic Brasilinvest - São José dos Campos     |
| 2014 | Funvic Brasilinvest - São José dos Campos     |